# Kruis van Verdienste van de Republiek Hongarije
In 1991 werd het Kruis van Verdienste van de Republiek Hongarije (Hongaars: Magyar Köztársasági Érdemkereszt polgari) wederopgericht. Het was een herstel van het in 1946 ingestelde en in 1953 opgeheven Kruis van Verdienste van de Republiek Hongarije en dat was een voortzetting van de Orde van Verdienste die eerder het Kruis van Verdienste van het Koninkrijk Hongarije was.
De orde volgt in rang op de Orde van Verdienste van Hongarije en de hoogste graad van het Kruis van Verdienste is lager dan het ridderkruis van de Orde van Verdienste.
Er zijn drie graden en een militaire en civiele divisie.
- Het Gouden Kruis dat ieder jaar aan 200 Hongaren wordt verleend.
- Het Zilveren Kruis dat ieder jaar aan 400 Hongaren wordt verleend.
- Het Bronzen Kruis dat ieder jaar aan 600 Hongaren wordt toegekend.

Buitenlanders worden in deze aantallen niet meegeteld.
Het versiersel is een niet-geëmailleerd kruis patée met een smalle lauwerkrans in de armen en een medaillon met het Hongaarse wapen. Het kruis wordt aan een driehoekig gevouwen lint op de linkerborst gedragen. De militaire divisie heeft een rood lint met een groen-witte bies en een, twee of drie groene middenstrepen waarbij de gouden kruisen drie strepen dragen. Het kruis wordt door burgers aan een groen lint met een rood-witte bies en een, twee of drie rode middenstrepen gedragen.